# Горбачук Валентина Іванівна
Горбачук Валентина Іванівна (нар. 25 червня 1937, м. Могильов, Білорусь) — український математик. Доктор фізико-математичних наук (1992).

## Життєпис
Горбачук навчалась у Луцькому педагогічному інституті, рік закінчення 1959. З 1962 року працювала в Інституті математики НАН України, відділ нелінійного аналізу, з 1992 року провідний науковий співробітник. Науковим керівником у Горбачук Валентини був відомий український математик Березанський Юрій Макарович (1925—2019), доктор фізико-математичних наук, професор, академік Національної академії наук України.

## Наукові дослідження
- Зображення і продовження ермітово-індефінітних ядер зі скінченною кількістю від'ємних квадратів
- Граничні значення розв'язків диференціальних-операторів рівнянь
- Наближення векторів банахового простору векторами експоненціального типу замкненого оператора

## Публікації
- Об интегральном представлении эрмитово-индефинитных ядер с конечным числом отрицательных квадратов // Докл. АН СССР. 1962. Т. 145, № 3 Boundary-Value Problems for Operator Differential Equations. Dordrecht; Boston; London, 1991 (співавт.);
- M. G. Krein's Lectures on Entire Operators. Basel; Boston; Berlin, 1997 (співавт.);
- Операторный подход к задачам аппроксимации // Алгебра и анализ. 1997. Т. 9, вып. 6 (співавт.).

## Нагороди
Державна премія України у галузі науки і техніки (1998).

## Родина
Чоловік Горбачук Мирослав Львович (1938—2017) — відомий український математик. Доктор фізико-математичних наук (1974), професор (1982). Член-кореспондент НАНУ (2000).
Син Горбачук Володимир Мирославович — український математик. Доктор фізико-математичних наук (2018).